# Overwinningsmedaille (Frankrijk)
De Overwinningsmedaille, (Frans: "Médaille de la victoire") ook wel "Intergeallieerde Medaille 1914-1918" of, vanwege de tekst op de keerzijde "Medaille van de Oorlog voor de Beschaving" genoemd, " is de Franse versie van de Intergeallieerde Medaille die na de overwinning in de Eerste Wereldoorlog aan ongeveer 2 miljoen Franse veteranen werd uitgereikt.
De medaille werd op 29 oktober 1919 ingesteld door president Raymond Poincaré.

## Voorwaarden
In de tableaux annexés van de Wet van 20 juli 1922 werd vastgelegd dat grote aantallen militairen en ook militair personeel in aanmerking kwam voor de medaille. De wet noemde behalve de soldaten aan het front ook tientallen anderen die net als de militairen drie maanden gediend moesten hebben. Het ging onder andere om de militaire justitie, de gezondheidszorg, de diergeneeskundigen, de militaire administratie van de soldij en de veldpost, de militaire politie, reservisten, territoriale en inlandse troepen, de aan- en afvoer van munitie, de mineurs, militaire elektriciens, pontonniers, telegrafisten en radio-telegrafisten, spoorwegsappeurs, personeel van de schijnwerpers, personeel belast met camouflage, ballonvaarders en hun personeel, personeel van verkenningsballons, muilezeldrijvers, ezeldrijvers, administratief personeel van de bevoorrading en konvooiering, grondpersoneel van de luchtmacht, de militaire missies in Servië, Albanië, Griekenland, Rusland, Egypte, Rusland, Siberië, de Kaukasus, Siberië en Roemenië. Verder worden de militaire kollones in Afrikaanse gebieden zoals Beledougou, Bani-Volta, Dori, Gombou-Aoualata, Hollidjé en l'Atacora (in Dahomey), in Mono, in de strijd tegen Oulliminden, tegen de Touaregs rond l'Aïr, rond Ouadougou, Dedougou, Garoua, Bobo-Dioulasso, Koutiala, Bandiagara en de San genoemd.
De bijlage bij de instructie noemt de gevechten bij Dar-Sila in mei en juni 1916 en gevechten in Indochina met name. Daar ging het om de gevechten in de provincie Son-La tussen december 1914 en 25 april 1915. Ook drie maanden besteed aan het neerslaan van een opstand in Haut-Laos en tegen de opstand van Thai-Nguyen deed iemand in aanmerking komen voor de Overwinningsmedaille.

## Verdere toekenningen
In ministeriële instructies van 7 oktober en 11 december 1922 bepaalden de ministers van oorlog en marine dat de medaille zou mogen worden gedragen door verschillende groepen Franse militairen, paramilitairen en burgers. Zij stelden onder andere de termijnen vast die in actieve dienst of aan het front moesten zijn doorgebracht.
De Overwinningsmedaille wordt ongeacht de verblijfsduur toegekend aan:
- De militaire en civiele verpleegkundigen die ook het Croix de Guerre 1914-1918 hebben ontvangen of na een verwonding werden geëvacueerd, alsmede degenen die ten gevolge van een langdurige ziekte

werden geëvacueerd.
- De zogenoemde "speciale" vrijwilligers voor zover deze in het oorlogsgebied hebben gediend en vanwege een oorlogsverwonding werden geëvacueerd.
- Jonge mannen van de jaargang 1919 die na hun opleiding, maar vóór de dag van de wapenstilstand opgenomen werden in een van de in de ministeriële richtlijn van 7 oktober 1922 vermelde eenheden.
- Militaire krijgsgevangenen, tenzij de militaire autoriteiten daar een met redenen omkleed bezwaar tegen maakten.
- De vrijwilligers uit de Elzas en Lotharingen die na de Duitse gelederen te hebben verlaten al dan niet langere tijd tot een Franse gevechtseenheid hebben behoord.
- Verpleegkundigen die werden gedood door de vijand en die zijn gestorven aan oorlogswonden, alsmede degenen die in de ministeriële richtlijn van 7 oktober 1922 genoemde eenheden in dienst hadden en wegens ziekte moesten worden teruggetrokken.

De Overwinningsmedaille werd na een verblijfsduur van drie maanden tussen 2 augustus 1914 en 11 november 1918 toegekend aan:
- Alle militairen die behoorden tot een van de in de ministeriële verklaring van 7 oktober 1922 genoemde eenheden in de oorlogsgebieden in het noorden en noordoosten van Frankrijk en de buitenlandse oorlogsgebieden.
- Alle verpleegkundigen die hebben gediend in een van de in de ministeriële verklaring van 7 oktober 1922 genoemde eenheden in de oorlogsgebieden in het noorden en noordoosten van Frankrijk en de buitenlandse oorlogsgebieden.
- Buitenlandse burgers en militairen die in hun land van herkomst geen recht op een overwinningsmedaille hebben verkregen, maar onder Frans bevel hebben gediend in een van de in de ministeriële verklaring van 7 oktober 1922 genoemde eenheden in de oorlogsgebieden in het Noorden en Noordoosten van Frankrijk en de buitenlandse oorlogsgebieden. Hun eigen regering moest de toekenning door Frankrijk dan wel goedkeuren.
- De maarschalken en generaals die gedurende ten minste drie maanden het bevel over een legerkorps hebben gevoerd.
- Militair personeel van de gezondheidszorg dat in handen van de vijand viel terwijl zij de gewonden verzorgden. Voor hen telt de krijgsgevangenschap ongeacht de duur daarvan als ware het een periode van drie maanden.

De Overwinningsmedaille werd na een verblijfsduur van 18 maanden tussen 2 augustus 1914 en 11 november 1918 toegekend aan militairen en ander personeel dat in het Oosten, Rusland Palestina , Kameroen enzovoort diende. Deze termijn gold voor:
- Alle militairen die behoorden tot een van de in de ministeriële verklaring van 7 oktober 1922 genoemde eenheden in de oorlogsgebieden in deze buitenlandse oorlogsgebieden.
- Alle Verpleegkundigen die hebben gediend in een van de in de ministeriële verklaring van 7 oktober 1922 genoemde eenheden in de oorlogsgebieden in deze buitenlandse oorlogsgebieden.
- Buitenlandse burgers en militairen die in hun land van herkomst geen recht op een overwinningsmedaille hebben verkregen, maar onder Frans bevel hebben gediend in een van de in de ministeriële verklaring van 7 oktober 1922 genoemde eenheden in de oorlogsgebieden in deze buitenlandse oorlogsgebieden. Hun eigen regering moest de toekenning door Frankrijk dan wel goedkeuren.
- Militairen en personeel alsmede gemobiliseerde medewerkers van de spoorwegen en gemilitariseerd personeel van de telegrafie in de achterhoede van het leger.

De criteria voor de Franse Marine en de koopvaardij
De minister van Marine noemde in zijn ministeriële instructie vergelijkbare voorwaarden. Hij bepaalde dat ook personeel van de koopvaardij voor de medaille in aanmerking kwam wanneer zij drie maanden op een gewapend koopvaardijschip hadden gevaren. Voor onbewapende schepen gold een termijn van 18 maanden.

## De Franse medaille

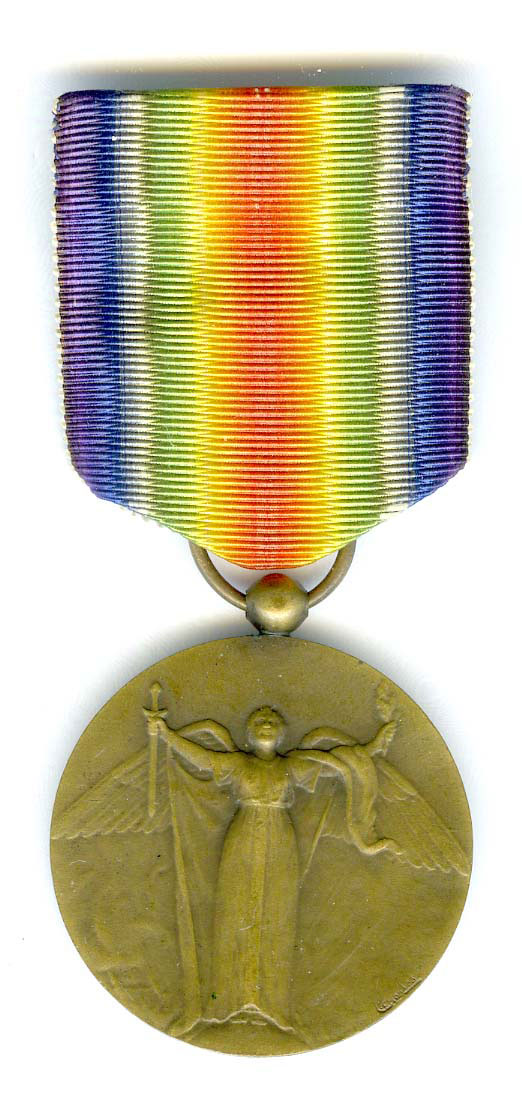
Medaille van het model "Charles".

Op de voorzijde van de door Pierre-Alexandre Morlon (1878 - 1951 ontworpen bronzen medaille staat een afbeelding van een vrouw, de overwinning voorstellend, met in de handen een olijftak en een lauwerkrans.
Op de keerzijde staat onder een frygische muts en de letters "RF" de tekst "LA GRANDE GVERRE POVR LA CIVILISATION 1914 - 1918". De productie van de 2 miljoen medailles was aan Etablissements Chobillon toevertrouwd.
De medaille werd aan een lint in de kleuren van de regenboog op de linkerborst gedragen.
Zoals vaker is gebeurd wanneer de Franse regering grote aantallen medailles in opdracht gaf werd ook nu de opdracht aan meerdere bedrijven gegund. Er bestaan daarom vier afwijkende modellen;
- een niet gesigneerde medaille met een gevleugelde met zwaard en krans. De keerzijde is glad.
- een met "Charles" gesigneerde medaille met een corpulente gevleugelde godin met zwaard en krans. De keerzijde is versierd met de tekst "LA GRANDE GVERRE POVR LA CIVILISATION 1914 - 1918" en twee velden met lauweren.
- Een door Marcel Pautot (voorzijde) Louis-Octave Matteï (keerzijde) gegraveerde medaille met op de voorzijde een gevleugelde godin met zwaard en schild. Op de keerzijde staat de tekst "LA GRANDE GVERRE POVR LA CIVILISATION 1914 - 1918" op een centraal rond schild, omringd door een lauwertak en een gevleugelde godin die een krans aanreikt.

## Protocol
De medaille werd op de linkerborst gedragen. Wanneer men op uniformen geen modelversierselen droeg was een kleine rechthoekige baton in de kleuren van het lint voorgeschreven. De medaille werd ook als miniatuur met een doorsnede van 19 millimeter gedragen op bijvoorbeeld een rokkostuum.